# Phrynocephalus strauchi
Phrynocephalus strauchi är en ödleart som beskrevs av  Alexander Nikolsky 1899. Phrynocephalus strauchi ingår i släktet Phrynocephalus och familjen agamer. IUCN kategoriserar arten globalt som sårbar. Inga underarter finns listade i Catalogue of Life.